# Vilsandi
Øen Vilsandi i Saaremaa Amt i Estland ligger i Østersøen vest for Øsel Den dækker et område på ca. 9 kvadratkilometer og er den vestligste befolkede ø i Estland. De omkringliggende farvande er lavvandede og stenede, og mange skibe, der rejser i Østersøen, er forulykket i nærheden. Øen Vilsandi kan nås med båd, med lastbil, der har passende plads eller til fods ved at vade fra Øsel. En stor del af øen er nu en del af Vilsandi Nationalpark, der tidligere var et fuglereservat, der blev grundlagt i 1910. Det er et meget følsomt økosystem på grund af af af at mange trækfugle yngler og raster der. Jagt er absolut forbudt. Denne park er en populær turistdestination ikke kun for lokale estere, men også folk fra Finland, der besøger Estland i større og større antal.

## Historie
I 1703 løb et skib ejet af hollænderen Johann Doll på grund, og sank i Østersøen. Det lykkedes Doll at komme i land til en nærliggende ø som han navngav “Felsland”, der betyder en klippeø. Han blev boende der, og med tiden blev Doll's gård kendt på estisk som Tolli talu (gård) og Felsland blev kendt som Vilsandi.
På grund af dens placering ved en sejlrute var det vigtigt for søfarende nationer, at Vilsandi har husly for overlevende skibsbrudne. Dette var især vigtigt for den russiske tsar, og den første shelter på øen blev bygget i 1806. Den blev efterfulgt af et 37 meter højt fyrtårn i 1809. En redningsstation blev bygget ved siden af fyret i 1859, og en telegraflinje blev installeret i 1883, primært for at kommunikere nyheder om skibe i vanskeligheder.
Den tidligste kendte familie bosatte sig på Vilsandi i 1826, og i 1896 tog denne familie efternavnet til Mänder. I 1860 boede 18 familier på øen. I 1934 registrerede en folketælling, at 32 familier og 169 mennesker boede på Vilsandi, hovedsageligt fiskerere (skrubbe, torsk, laks) og søfarende. Det omgivende hav er lavt med nogle dybder til 22 meter. I 1931 blev der opført et havfuglemuseum på Vilsandi, og før 2. verdenskrig (1939–1945) var der omkring 200 faste indbyggere på øen og omkring 3.000 - 5.000 turister i sommermånederne.
I 1870 løb det britiske skib Admiral på grund nær Vilsandi og mange tønder af et nyt produkt, olie - olieøkonomien eksisterede endnu ikke - skyllede i land og blev brugt til brændstof på Vilsandi fyr- og erstattede brænde og hørolie i øens beboelser.
Artur Toom (1884–1942) blev udnævnt til fyrmester i 1906, og han var medvirkende til at få de små Vaika-øer lige nord for Vilsandi udpeget som et maritimt fuglereservat i 1910. Øerne omfatter et følsomt havøkosystem, der bruges af en lang række trækfugle som yngle- og rastepladser.

### Første verdenskrig
Under første verdenskrig, i oktober 1917, iværksatte Tyskland Operation Albion, med en massiv flåde på over 300 skibe og 25.000 soldater, for at besætte Øsel og andre baltiske øer for at forsøge at tvinge Rusland, der regerede Estland på det tidspunkt, til at overgive sig. Invasionen begyndte ved Vilsandi og blev først opserveret af Artur Toom, Vilsandi's fyrmester.  I 1941 blev Toom arresteret af russerne, anklaget for at have foretaget kontrarevolutionære aktiviteter og spionage efter kapitalistiske lande og blev sendt til en stalinistisk arbejdslejr, hvor han omkom i 1942.

## Nationalpark
Vilsandi blev i de tidlige 1990'ere en del af en estisk nationalpark og i dag er det kun få mennesker, der bor der året rundt. Mange turister kommer på besøg i sommermånederne, hvoraf nogle med kajak udforsker de omkring 100 små øer, der er en del af parken. Titusinder af vandfugle trækker gennem eller yngler i nationalparken, ligesom de fleste af de baltiske gråsæler .

## Galleri
- En eng på Vilsandi om sommeren
- Vilsandi fyrtårn
- Får i Vilsandi
- Vilsandi havredningsstation, træbådhus
- Landskab på Vilsandi
- Bondegård på Vilsandi
- Vindmøller på Vilsandi
- Vilsandi bondegård
- Vilsandi Station, redningsbådhus om vinteren
- Lilla hæk og stenmur på en Vilsandi gård